# ليمون مر (كتاب)
ليمون مر (بالإنجليزية: Bitter Lemons)‏ هو عمل سيرة ذاتية للكاتب لورانس داريل، واصفا السنوات الثلاث (1953-1956) التي قضاها في جزيرة قبرص. حصل الكتاب على جائزة داف كوبر جائزة لعام 1957، ومنحت الجائزة في السنة التالية.